# Felix von Loë

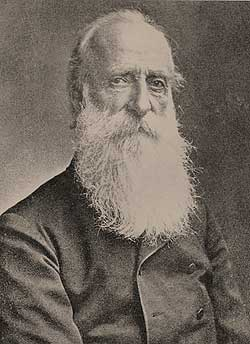
Felix von Loë

Felix Freiherr von Loë (nach seinem Rittergut Terporten ab 1861 oft Felix Freiherr von Loë-Terporten genannt; * 23. Januar 1825 auf Schloss Wissen, Kreis Kleve; † 26. Mai 1896 auf Schloss Räckelwitz, Oberlausitz) war ein deutscher Verwaltungsjurist in der Rheinprovinz. Er gründete den Rheinischen Bauernverein. Er saß zwölf Jahre im Preußischen Abgeordnetenhaus und war vor der Deutschen Reichsgründung Mitglied des Reichstages des Norddeutschen Bundes. Er stand für den Katholizismus im protestantischen Königreich Preußen.

## Herkunft
Maximilian August von Loë entstammte dem Adelsgeschlecht derer von Loë. Er war Sohn von Friedrich Karl Alexander Klemens von Loë (ab dem 15. Oktober 1840 Graf von Loë-Wissen), der 1826 bis 1845 für den 2. Stand Mitglied des rheinischen Provinziallandtags war. Die Mutter war Luise Gräfin Wolff Metternich zur Gracht (1800–1837), der Tochter von Max Werner Joseph Anton Wolff-Metternich zur Gracht. Sein Bruder Maximilian August (1817–1879) war ebenfalls Abgeordneter.

## Leben
Bis zu seinem 18. Lebensjahr wurde er von Hauslehrern erzogen. Er begann 1843 an der Rheinischen Friedrich-Wilhelms-Universität Bonn Rechtswissenschaft zu studieren und wurde im Corps Borussia Bonn aktiv. Als Inaktiver wechselte er an die Julius-Maximilians-Universität Würzburg und die Ruprecht-Karls-Universität Heidelberg. Dort schloss er sich 1846 auch dem anderen großen Preußencorps Guestphalia Heidelberg an. Er beendete das Studium 1848 an der Friedrich-Wilhelms-Universität Berlin. In der Preußischen Armee diente er beim 17. Landwehr-Regiment und beim Ulanen-Regiment „Großherzog Friedrich von Baden“ (Rheinisches) Nr. 7 (1848).
Das Referendariat bei der Regierung in Düsseldorf trat er am 19. Dezember 1851 an. 1854  wurde er Bürgermeister von Pont (Geldern) und Walbeck (Geldern). Sein ältester Bruder Maximilian August von Loë war Landrat im Kreis Geldern. Die Kreisstände von Kleve wählten Felix v. Loë 1859 zum Landrat. Dieses Amt versah er bis 1868 mit Geschick und Tatkraft. In Hassum bewohnte er ab 1861 das Haus Terporten, das er von seinem Bruder Max erworben hatte.
Loë war 1872 der erste Verbandsvorsteher des Wasserverbandes Clevische Niers. 1882 gründete er den Rheinischen Bauernverein, den er bis 1896 leitete. Er starb mit 71 Jahren im katholischen „Relikt“ Räckelwitz.

### Katholik
Als Devotionsritter des Malteserordens war er 1868 Präsident des Katholikentages in Bamberg. 1872 war er entscheidend an der Gründung des Mainzer Katholikenvereins beteiligt, dem er als Präsident auch vorstand. Im Kulturkampf wurde der Mainzer Verein von der preußischen Regierung als staatsfeindlich eingestuft; im August 1872 wurden alle 20 Vorstandsmitglieder, einschließlich von Loë, zu hohen Geldstrafen verurteilt. 1874 versicherte Reichsfreiherr von Loë dem Bischof von Münster an der Spitze einer Gruppe katholischer Männer aus den Dekanaten Kalkar, Kleve und Rees seine Treue. Seine Opposition gegen die Maigesetze (Deutsches Kaiserreich) brachte ihm Festungshaft in der Zitadelle Wesel von August 1876 bis Februar 1877 ein.
Als er aus der Haft entlassen wurde, holte Graf Rudolf von Schaesberg ihn mit einer vierspännigen Kutsche ab. So glich seine Rückkehr einem Triumphzug. Nach seiner Entlassung aus dem Staatsdienst widmete er sich der Bewirtschaftung seines Rittergutes Terporten. Auf dem Katholikentag 1877 präsidierte Felix von Loë erneut. Im Anschluss daran wurde er in Rom vom Papst empfangen und am 5. Juni 1877 zum päpstlichen Graf der Primogenitur erhoben. Im selben Jahr 1877 war er einer der Gründerväter des Katholisch-Kaufmännischen Vereins.
1879 begründete er mit anderen den Canisiusverein, dessen Vorsitzender er wurde.
Seit 1872 war er Ehrenmitglied der katholischen Studentenverbindung KDStV Winfridia Breslau im CV.

### Politiker
Von 1868 bis 1888 war er Abgeordneter des rheinischen Provinziallandtages, ab 1871 für die Deutsche Zentrumspartei. Von 1870 bis 1876 und von 1890 bis 1896 saß er im Preußischen Abgeordnetenhaus. Dem Reichstag des Norddeutschen Bundes gehörte er von 1867 bis 1871 an.

## Familie
Loë heiratete am 25. Juni 1850 Walburga Jacobine von Groote (* 22. Juni 1831). Das Paar hatte einen Sohn:
- Joseph Hubert Marie (* 27. März 1855), conte romano ⚭ 1890 Freiin Johanna Geyr von Schweppenburg (* 13. Mai 1879)

## Ehrungen

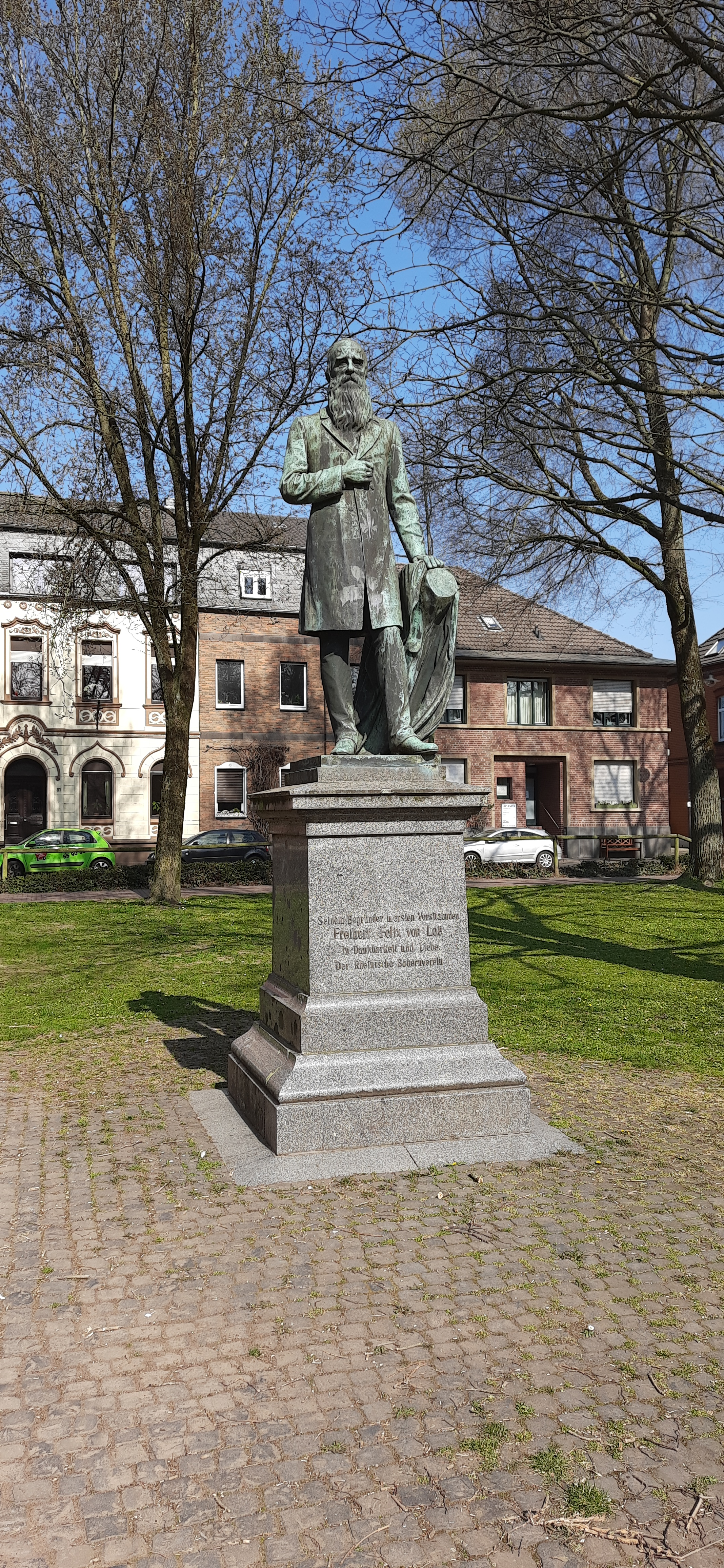
Denkmal neben der Burg in Kempen

Die Mitglieder des Rheinischen Bauernvereins setzten ihrem Gründer im Jahre 1901 direkt neben der Burg ein Denkmal. Die Inschrift am Sockel lautet:
1980 gab der Kreis Viersen mit der Sparkasse Krefeld 500 Gedenkmünzen mit seinem Gesicht heraus. Auf Bestellung konnte sie auch in Dukatengold nachgeprägt werden.